# Steve Wijler
Steve Wijler (n. 19 septembrie 1996, Horn⁠(d), Haelen⁠(d), Limburg, Țările de Jos) este un arcaș ce a reprezentat Țările de Jos, medaliat olimpic. A participat la două ediții ale Jocurilor Olimpice (2020, 2024) în care a câștigat o medalie de argint.